# 翔野あみ
翔野 あみ（しょうの あみ、1981年5月6日 - ）は、日本の元AV女優。

## 作品

### アダルトビデオ
- ラヴラヴ　Lovely　ハイスクール 2（2001年9月18日、アリーナエンターテインメント）
- ラヴラヴ　Get-Chu ハイスクール 8　生　キノコ狩りの放課後　（2003年3月1日、アリーナエンターテインメント）
- LOVE TEENS ラヴ・ティーンズ （2005年2月18日、デジタルバンク）  ※総集編
- 手コキと勢いのある射精（2006年1月25日、レイディックス） ※総集編
- スクール水着02 あいみ・みお・あみ（2002年7月6日、goldenCandy）

以下、発売日不明
- メガロマニアデラックス　（アクセス）
- 妹の美乳 2
- 美少女悦楽　『妹の美乳』夢の美少女スペシャル
- 女子高生監禁
- ザ・バスト10 4時間特大号
- FANTA DREAM 幼恥誘惑 VOL.2
- MORE MAX 2
- トリプルXXXエクスタシー vol.1
- 手コキコキコキ20人 1
- 綺麗なピアノの音に合わせて...
- 卑猥女学園
- Tokyo Momo Vol.07 I-Mode
- 飛び出せ乙女 後編
- AV ボックス VOL.28 女子高生監禁